# Escuela Politécnica Superior de Jaén
La Escuela Politécnica Superior de Jaén es una escuela de ingeniería de la Universidad de Jaén. Su origen se remonta a la Escuela Superior de Artes Industriales de Jaén, creada por Decreto de 23 de julio de 1910. Tiene su sede en los edificios A3 y A4 del campus de las Lagunillas de la capital jienense.
El A3 es el edificio departamental de Ingeniería y Tecnología en el que se ubican los despachos y laboratorios de la escuela, mientras que el edificio A4 es el aulario "Cesáreo Rodríguez Aguilera" en el que se imparte la docencia. Ambos edificios, de estilo moderno y de vanguardia sustituyen al emblemático "edificio de peritos" situado en el centro de la ciudad. Dicho edificio fue demolido en 2005 y en su lugar se construyó un centro comercial de El Corte Inglés.

## Historia

### sigloXX
En 1910 se crea por Decreto de 23 de julio la Escuela Superior de Artes Industriales de Jaén. Orígenes de la Actual Escuela Politécnica Superior. Una Comisión Organizadora nombrada por el Ministerio y constituida por personalidades de la Capital, es la encargada de los preparativos para su funcionamiento. Este mismo año cambia su denominación a la de Escuela Industrial de Jaén. Un año después comienza el día uno de octubre el primer curso de la escuela Industrial en los estudios de Perito Mecánico, Perito Electricista y las enseñanzas básicas de Aparejador de Obra.
En 1924 cambia la denominación a la de Escuela Superior de Trabajo, dependiente del Ministerio de Trabajo y los títulos que se imparte son los de Auxiliar Industrial y Técnico mecánico En 1937 se suspende el funcionamiento de la Escuela, aunque se mantuvo el nombramiento de varios profesores así como de un director accidental y un secretario.
En 1951, y tras la Orden de 3 de septiembre, se reanudan las enseñanzas en los estudios de Peritaje Industrial en el edificio existente en la calle Martínez Molina. En 1958 como consecuencia del derrumbe de parte de la antigua escuela de Peritaje Industrial de la calle Martínez Molina, se traslada provisionalmente al nuevo edificio de la Av. Madrid.
En 1961 se inaugura el edificio de la Escuela Técnica de Peritaje Industrial, situado entre la Av. Madrid y la calle Virgen de la Cabeza. El edificio acogió también en una de sus alas los estudios de Peritaje Industrial. En 1969 la Orden de 27 de octubre provocó el cambio de nombre del centro, pasando de Escuela Técnica de Peritaje Industrial a Escuela de Ingeniería Técnica Industrial. La reordenación de las enseñanzas técnicas reduce la duración de los estudios, pasando los 5 años de peritaje industrial a los 3 años de las nuevas ingenierías técnicas.
En 1972 la escuela se integra en la Universidad de Granada, cambiando su denominación a Escuela Universitaria de Ingeniería Técnica Industrial de Jaén. Se imparten los títulos de Ingeniero Técnico en Electricidad (sección Centrales y Líneas y sección Electrónica Industrial) e Ingeniero Técnico en Mecánica (sección Estructuras e Instalaciones Industriales y sección Construcción de Maquinaria). En 1976 quedan refrendados mediante la Orden de 16 de diciembre los planes de estudios del 72 que de forma experimental se venían impartiendo en el Centro.
En 1989 se crea la Escuela Universitaria Politécnica con la incorporación a los estudios de la rama industrial los de Ingeniero Técnico en Topografía, los cuales comienzan a impartirse este mismo año. En 1992 comienza a impartirse los estudios de Ingeniería Técnica en Informática de Gestión. Se incorporan al Centro los espacios ocupados por los estudios de Empresariales.
En 1993, según Ley 5/93 se crea la Escuela Politécnica Superior de Jaén simultáneamente con la Universidad de Jaén. A Partir de este año el Centro puede impartir los títulos de Ingeniero Técnico en Mecánica; Ingeniero Técnico en Electricidad; Ingeniero Técnico en Electrónica Industrial; Ingeniero Técnico en Topografía; Ingeniero Técnico en Informática de Gestión; e Ingeniero en Geodesia y Cartografía. Para dar cabida a todas estas titulaciones se incorpora al Centro el edificio de la escuela de Magisterio situado en la calle Virgen de la Cabeza.
En 1994 comienza a impartirse el título de Ingeniero en Geodesia y Cartografía. En 1995 comienzan a impartirse los nuevos planes de estudios de la rama de Ingeniería Técnica Industrial que cambian su denominación a Ingeniería Técnica Industrial, especialidad en Electricidad, Electrónica o Mecánica.

### sigloXXI
En 2000 comienza a impartirse la Titulación de Ingeniero en Organización Industrial. En 2004 comienza a impartirse el título de Ingeniero en Informática y en 2005 comienza a impartirse el título de Ingeniero Industrial y ese mismo año se procede al traslado de la escuela politécnica a las nuevas instalaciones del Campus de las Lagunillas.
Actualmente la Escuela Politécnica Superior de Jaén está trabajando en el diseño de la nueva oferta de títulos de grado y máster dentro del nuevo escenario del Espacio Europeo de Educación Superior (EEES) para culminar el Proceso de Bolonia. Por otra parte se mantienen estrechos lazos de colaboración con la totalidad de los colegios profesionales de ingenieros relacionados con las titulaciones impartidas en la Escuela.
En el ámbito de la investigación, la Escuela Politécnica Superior de Jaén ha experimentado un crecimiento muy destacado en los últimos años, existiendo numerosos grupos de investigación reconocidos por la Junta de Andalucía, que llevan a cabo la ejecución de un número muy importante de proyectos de I+D+I.
La Escuela Politécnica Superior también apuesta por la movilidad de los estudiantes y profesores, participando en numerosos convenios de intercambio con Universidades tanto nacionales como extranjeras.

## Oferta formativa de la EPS de Jaén

### Estudios de Grado
- Doble Grado en Ingeniería Eléctrica y Grado en Ingeniería Electrónica Industrial
- Doble Grado en Ingeniería Eléctrica y Grado en Ingeniería Mecánica
- Doble Grado en Ingeniería Electrónica Industrial y Grado en Ingeniería Mecánica
- Doble Grado en Ingeniería Mecánica y Grado en Ingeniería de Organización Industrial
- Grado en Ingeniería Informática
- Grado en Inteligencia Artificial y Ciberseguridad
- Grado en Ingeniería Eléctrica
- Grado en Ingeniería Electrónica Industrial
- Grado en Ingeniería Mecánica
- Grado en Ingeniería de Organización Industrial
- Grado en Ingeniería Geomática y Topográfica

### Estudios de Máster
- Doble Máster Universitario en Ingeniería Industrial y en Administración de Empresas (MBA)
- Doble Máster Universitario en Ingeniería Informática y Seguridad Informática
- Máster Universitario en Energías Renovables
- Máster Universitario en Ingeniería de los Sistemas Fotovoltaicos
- Máster Universitario en Ingeniería Geodésica y Geofísica Aplicada
- Máster Universitario en Ingeniería Geomática y Geoinformación
- Máster Universitario en Ingeniería Industrial
- Máster Universitario en Ingeniería Informática
- Máster Universitario en Ingeniería Mecatrónica y Robótica
- Máster Universitario en Seguridad Informática
- Máster de Formación Permanente en diseño avanzado de piezas de plástico y moldes de inyección con Catia (Máster propio)